# Hungry Jack's
Hungry Jack's è una catena di fast food dell'Australia, principale franchising della Burger King in tale paese.

## Storia
Quando Burger King si trasferì per espandere le sue attività in Australia, scoprì che il suo nome commerciale era già registrato da un negozio di cibo da asporto ad Adelaide. Di conseguenza Burger King lascia a Jack Cowin, titolare delle licenze per l'Australia, un elenco di possibili nomi alternativi derivati da marchi preesistenti già registrati da Burger King e dalla Pillsbury Company, che potevano essere utilizzati per denominare i ristoranti australiani.
Cowin scelse il marchio "Hungry Jack", uno dei prodotti di miscela per pancake di Pillsbury, e cambiò leggermente il nome aggiungendo un apostrofo e una "s" per formare il nuovo nome "Hungry Jack's". Il primo ristorante del franchising australiano fu fondato nel sobborgo Innaloo, a Perth, il 18 aprile 1971, sotto gli auspici della nuova società di Cowin, la Hungry Jack's Pty Ltd.
Entro la fine del suo primo decennio di attività negli anni settanta, Hungry Jack's si era espanso fino a raggiungere 26 negozi in 
tre stati. Nell'ottobre 1981, l'azienda aprì il suo primo negozio nel Nuovo Galles del Sud; mentre nel 1986, la catena entrò nel Victoria acquistando undici negozi di un'altra catena di fast food, Wendy's, convertendoli successivamente in Hungry Jack's.
Nel 1991 la Hungry Jack's Pty Ltd. rinnovò il suo accordo di franchising con la Burger King Corporation, con la condizione di aprire ogni anno quattro negozi fino alla fine della durata del contratto. Nel 1996, quando il marchio australiano "Burger King" fu libero da copyright, la Burger King Corporation tentò di cambiare il nome da "Hungry Jack's" a "Burger King", accusando Hungry Jack's di aver violato le condizioni del rinnovato accordo di franchising non riuscendo ad espandere la catena al ritmo definito nel contratto, cercando dunque di terminare  l'accordo.
Sotto l'egida di questa affermazione, la Burger King Corporation, in collaborazione con la multinazionale britannica Shell, iniziò ad aprire i propri negozi nelle regioni australiane del Nuovo Galles del Sud, Territorio della Capitale Australiana, Victoria e Tasmania.
Il tutto culminò nel 1995, quando Burger King Corporation cercò di limitare la capacità di Hungry Jack's di aprire nuove sedi nel paese.
Come risultato delle azioni di Burger King, il proprietario di Hungry Jack, Jack Cowin, e la sua società Competitive Foods Australia, iniziarono un procedimento legale nel 2001 contro la Burger King Corporation, sostenendo che stessa aveva violato le condizioni dell'accordo principale di franchising ed era stata in violazione del contratto. Al termine della causa la Corte Suprema del Nuovo Galles del Sud fu d'accordo con Cowin e stabilì che Burger King aveva violato i termini del contratto e assegnò a Hungry Jack 46,9 milioni di dollari australiani.